# Паневник Дмитро
Паневник Дмитро Миколайович (25 травня 1878 — д.с.н.) — український громадський діяч. Вихідець з родини столярів у Солотвині. Діяч РУРП. Делегат Української Національної Ради ЗУНР, представляв Богородчанський повіт.